# William Petersson
William Petersson (Suecia, 6 de octubre de 1895-10 de mayo de 1965) fue un atleta sueco, especialista en la prueba de salto de longitud en la que llegó a ser campeón olímpico en 1920.

## Carrera deportiva
En los JJ. OO. de Amberes 1920 ganó la medalla de bronce en los relevos 4x100 metros, con un tiempo de 42.8 segundos, llegando a meta tras Estados Unidos que batió el récord del mundo con 42.2 s, y Francia (plata), siendo sus compañeros de equipo Agne Holmström, Sven Malm y Nils Sandström. Además ganó la medalla de oro en el salto de longitud, llegando hasta los 7.15 metros, por delante del estadounidense Carl Johnson y de su compatriota sueco Erik Abrahamsson (bronce con 7.08 metros).